# István Pálfi
István Pálfi (n. 23 septembrie 1966, Berettyóújfalu – d. 15 iulie 2006, Berettyóújfalu) a fost un om politic maghiar, europarlamentar pentru Ungaria în a șasea legislatură a Parlamentului European, din partea FIDESZ.
1. ↑   https://web.archive.org/web/20070616012938/http://epp-ed.eu/press/peve06/eve025_en.asp, arhivat din original la |archive-url= necesită |archive-date= (ajutor) Lipsește sau este vid: |title= (ajutor)
2. ↑  Deputații în Parlamentul European